# 앨런 프린스
알란 산포드 프린스(Alan Sanford Prince, 1946년 ~ )는 미국의 언어학자이다.
미국 버지니아에서 고등학교를 마쳤으며, 맥길 대학교에서 석사학위를 취득하고 MIT에서 박사학위를 취득하였다.
폴 스몰렌스키와 최적성 이론을 개발하였으며, 브랜다이스 대학교 및 매사추세츠 대학교 교수를 거쳐 현재 러트거스 대학교 언어학과 교수로 재직중이다.